# 陳琚
陳琚（1441年—？），字宗玉，河南汝寧府確山縣人，軍籍，明朝政治人物。進士出身。

## 生平
早年出身國子生，河南鄉試第二十九名。成化十一年（1475年）乙未科會試第二百十名，殿試登進士第三甲第七十八名。

## 家族
曾祖父陳友。祖父陳敬。父亲陳啟。